# Sasha Clements
Sasha Nicole Clements (Toronto, Ontario, Kanada, 1990. március 14.) kanadai színésznő.

## Filmográfia
- 2005: The Snow Queen
- 2009-2010: Majority Rules!
- 2010: Hello, West Hill gimi!
- 2011: Kékpróba
- 2011: Tényleg Maddy
- 2012: Lost Girl
- 2012: Fiúkkal az élet
- 2013: Mudpit
- 2014: Csináld magad szuper pasi
- 2015: Open Heart
- 2015: Degrassi Don't Look Back
- 2016: Say Yes to the Dress
- 2017: From Straight A's to XXX